# ICESat
L'ICESat (abbreviazione di Ice, Cloud, and land Elevation Satellite) è stato un satellite lanciato dalla NASA per lo studio delle calotte glaciali attraverso la misurazione del loro bilancio di massa, dell'altezza delle nubi e dell'aerosol al di sopra di esse, di un loro rilevamento topografico e delle caratteristiche della vegetazione presente su di esse. L'ICESat fu lanciato il 13 gennaio 2003 come parte del programma Earth Observing System grazie a un razzo Delta II partito dalla base aerea Vandenberg, in California, e posto su un'orbita geocentrica quasi circolare e quasi polare a un'altezza di circa 600 km. Il satellite è rimasto operativo per circa 7 anni prima che i suoi strumenti scientifici si guastassero, nel febbraio 2010, evento che fece decidere ai responsabili della missione di far avvenire il rientro atmosferico di ICESat nell'agosto dello stesso anno.
La missione ICESat era stata progettata per misurare i dati di altezza della calotta necessari a valutare il bilancio di massa di quest'ultima così come per ricavare informazioni sulle proprietà delle nubi, in particolar modo di quelle stratosferiche, che si trovano comunemente sopra le regioni polari; dato il suo continuo orbitare attorno al nostro pianeta, però, essa fu utile anche ad altri scopi, fornendo ad esempio importanti informazioni per valutare la densità delle foreste di tutto il globo.

## Strumentazione
Gli unici strumenti scientifici presenti sull'ICESat erano tre esemplari di Geoscience Laser Altimeter System (GLAS), un lidar che combinava la precisione di un lidar a doppia lunghezza d'onda per indagini terrestri alla sensibilità di un lidar per indagini atmosferiche. Durante le orbite dell'ICESat, il GLAS, che emetteva impulsi nell'infrarosso e nel visibile a lunghezze d'onda di 1064 nm e 532 nm, analizzava una serie di aree del diametro di 70 metri, distanti tra loro circa 170 metri lungo la traccia al suolo del satellite. Durante la fase di posizionamento, l'ICESat fu messo su un'orbita che permetteva di ripetere la stessa traccia al suolo ogni 8 giorni. Tra l'agosto e il settembre 2004, il satellite fu poi spostato su un'orbita che aumentava l'intervallo tra la stessa traccia al suolo a 91 giorni.

## Storia operativa
L'ICESat fu progettato per avere un'operatività che andasse dai tre ai cinque anni. Gli esperimenti avevano indicato che ogni GLAS avrebbe potuto operare per circa due anni, e si rese quindi necessario dotare il satellite di tre GLAS al fine di utilizzare efficacemente tutta la durata della missione. Il 29 marzo 2003, durante le iniziali operazioni di test in orbita, uno dei diodi laser usato per il pompaggio ottico nel sistema laser Nd:YAG smise di funzionare correttamente. Un'indagine seguente mostrò che un fenomeno corrosivo inatteso ma conosciuto verificatosi tra l'oro usato nei fili di connessione e l'indio usate nelle saldature, aveva portato al degrado del diodo, riducendo con ogni probabilità l'affidabilità del laser. Si ritenne quindi che lo strumento GLAS affetto dal problema avrebbe avuto una vita operativa inferiore a un anno e per questo, dopo due mesi di piena operatività, nell'autunno del 2003 il piano operativo di quel GLAS fu modificato, e si iniziò ad usarlo per periodi di un mese ogni tre o sei mesi, al fine di estendere il range temporale di monitoraggio. L'ultimo laser cessò di funzionare l'11 ottobre 2009 e, dato che tutti i tentativi di farlo ripartire risultarono vani, il satellite venne posto fuori servizio nel febbraio dell'anno successivo. Tra il 23 giugno e il 14 luglio, l'ICESat fu fatto spostare su un'orbita di decadimento più veloce, infine, alle 08:49 UTC del 30 agosto 2010, il satellite rientrò nell'atmosfera terrestre distruggendosi.

## Missioni successive
Al fine di continuare a studiare i cambiamenti nelle calotte polari e nella loro biomassa, la NASA sviluppò un altro satellite, diretto erede dell'ICESat, l'ICESat-2, che fu lanciato il 15 settembre 2018 grazie a un razzo Delta II. Nel periodo di tempo intercorso tra i due satelliti, la NASA utilizzò un velivolo Douglas DC-8 opportunamente modificato per essere utilizzato nell'Operazione IceBridge atta a misurare lo spessore del ghiaccio polare e raccogliere altri dati.